# Internationales Feuerwehrmuseum Schwerin
Das Internationale Feuerwehrmuseum Schwerin ist Deutschlands größtes Feuerwehrmuseum. Es befindet sich in der Halle am Fernsehturm im Stadtteil Neu Zippendorf der mecklenburg-vorpommerschen Landeshauptstadt Schwerin, direkt am Fernsehturm.

## Das Konzept
Das Museum zeigt die Geschichte der Brandbekämpfung und der Feuerwehren, die technische und politische Entwicklung sowie die Sozialgeschichte der Brandbekämpfer. Im Mittelpunkt stehen die Feuerwehrleute bei der Bewältigung ihrer gefährlichen Tätigkeit.
An das Museum angeschlossen ist eine Museumsbistro mit entsprechendem Ambiente und ein Shop.

## Die Ausstellung
Zu sehen sind über 15.000 Exponate, darunter 112 Fahrzeuge, Anhänger und Großgeräte auf einer Fläche von über 4500 m². Die Ausstellung ist in Zeit-, Themen- und Länderfenster gestaltet, die anschaulich die Arbeit der Feuerwehr dokumentieren. Die Fahrzeugsammlung setzt sich aus vielen ostdeutschen Fabrikaten (Ernst Grube Werdau, Industrieverband Fahrzeugbau, Robur) zusammen, es finden sich darin aber auch Feuerwehrfahrzeuge anderer Hersteller wie etwa Mercedes-Benz, Opel, VW, Hanomag, Ford und Magirus-Deutz, in seltenen Ausführungen und teilweise Prototypen.
Eigene Sammlungsbereiche bilden:
- Strahlrohrsammlung mit etwa 700 Strahlrohren
- Helmsammlung mit etwa 450 Helmen und Mützen
- Modellautosammlung mit etwa 3000 Modellautos in Vitrinen und Dioramen
- Atemschutzausstellung mit über 2000 Exponaten und einer historischen Atemschutzübungsanlage
- Ausstellung mit etwa 1000 Orden, Ehren- und Abzeichen
- internationale Sammlung mit über 1200 Exponaten von Feuerwehr-Ersttagsbriefen und -Ganzsachen

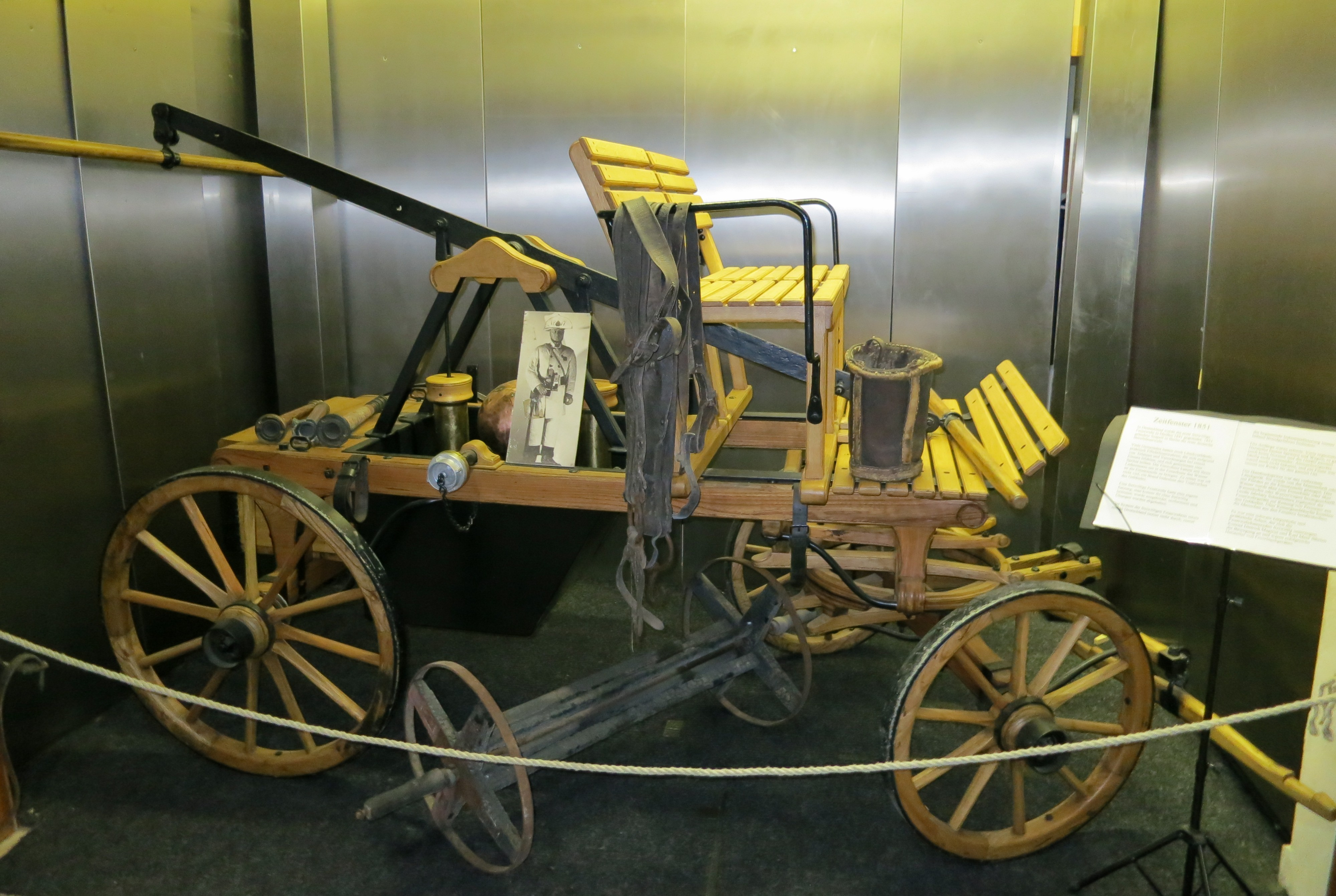
Zeitfenster 1851
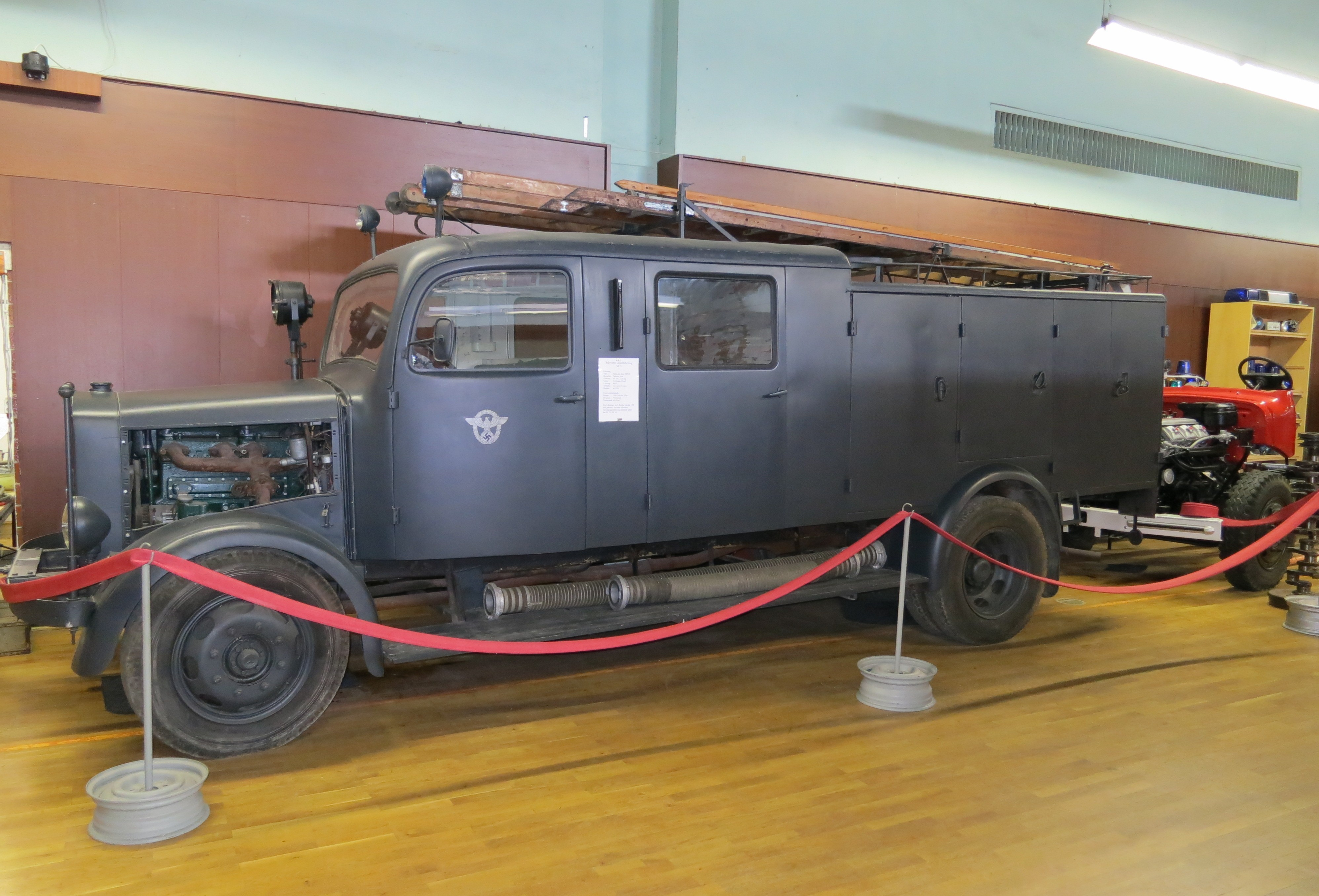
Mercedes-Benz SLG (Schweres Löschgruppenfahrzeug) aus der Zeit des Nationalsozialismus
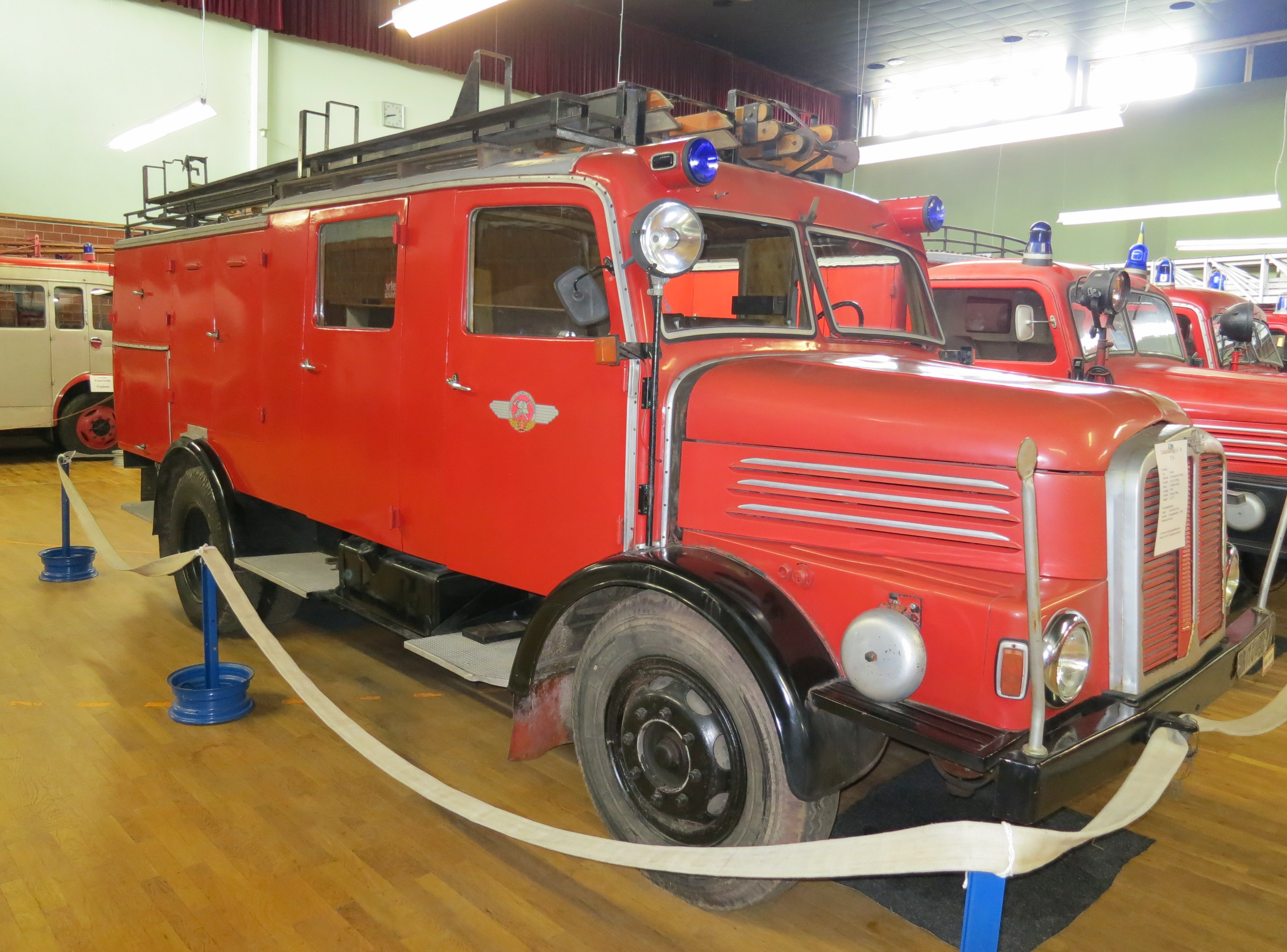
Löschfahrzeug LF 16-Chemie
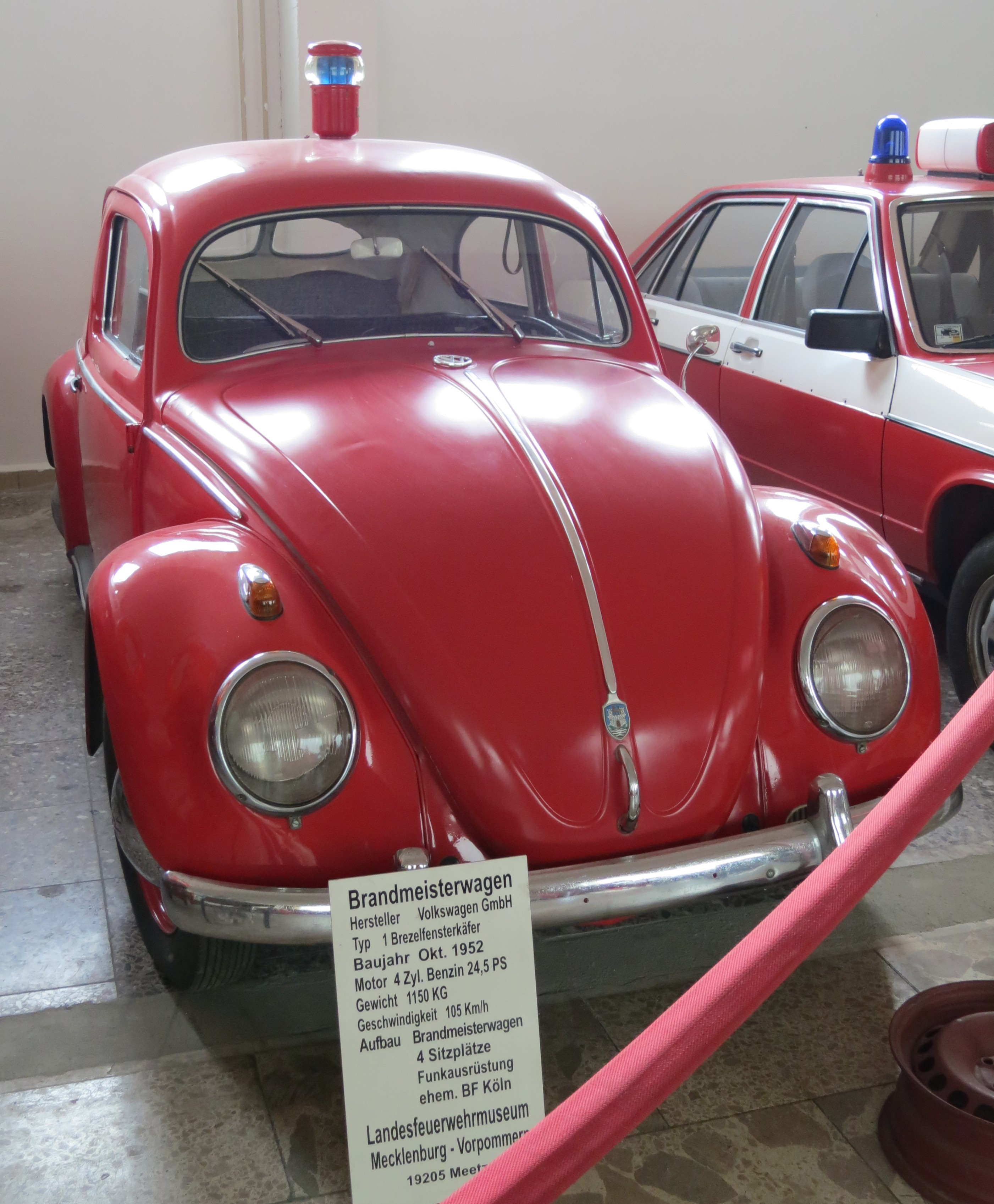
Volkswagen Brandmeisterwagen von 1952
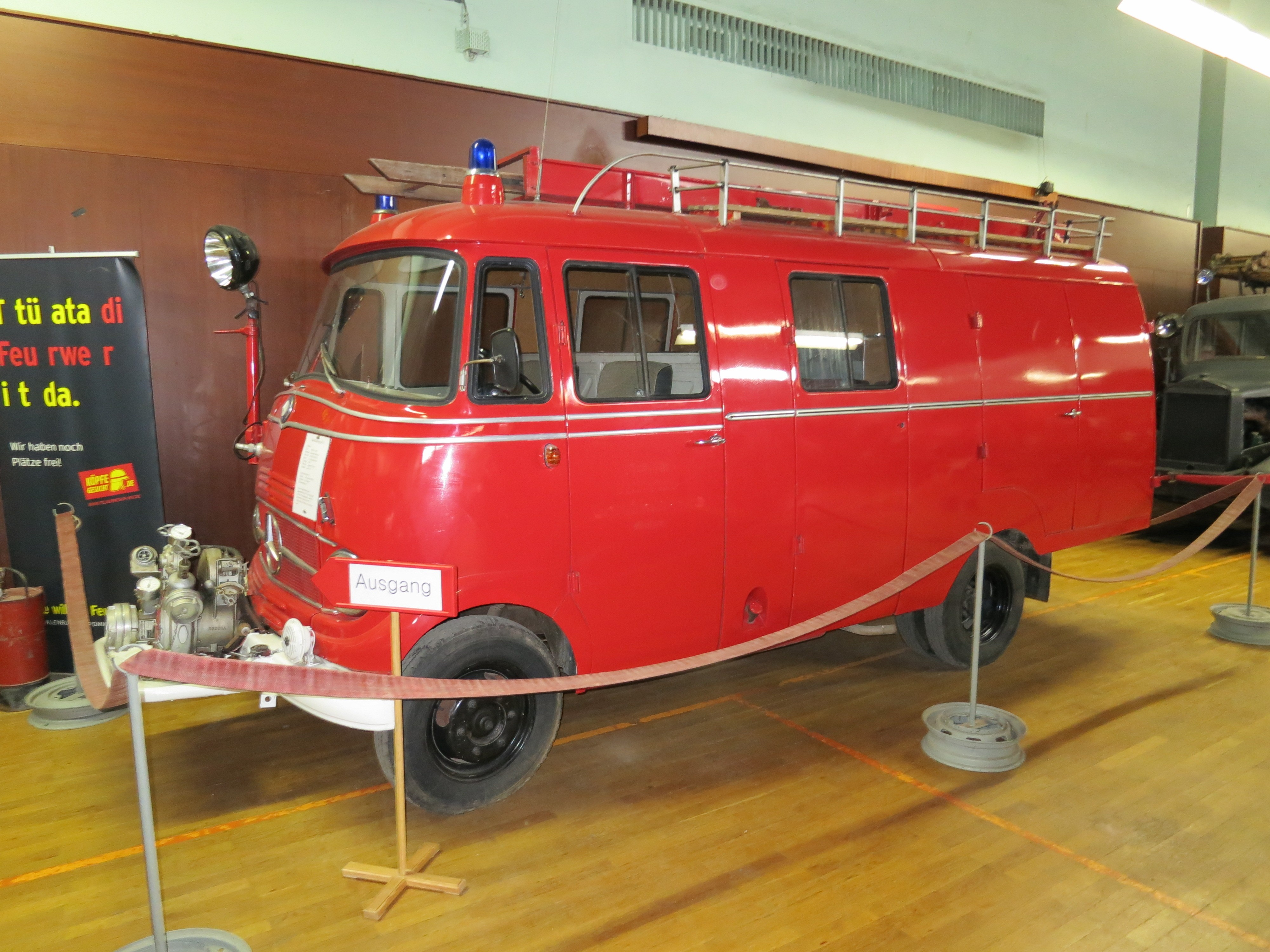
Daimler-Benz L 319 / LF 8
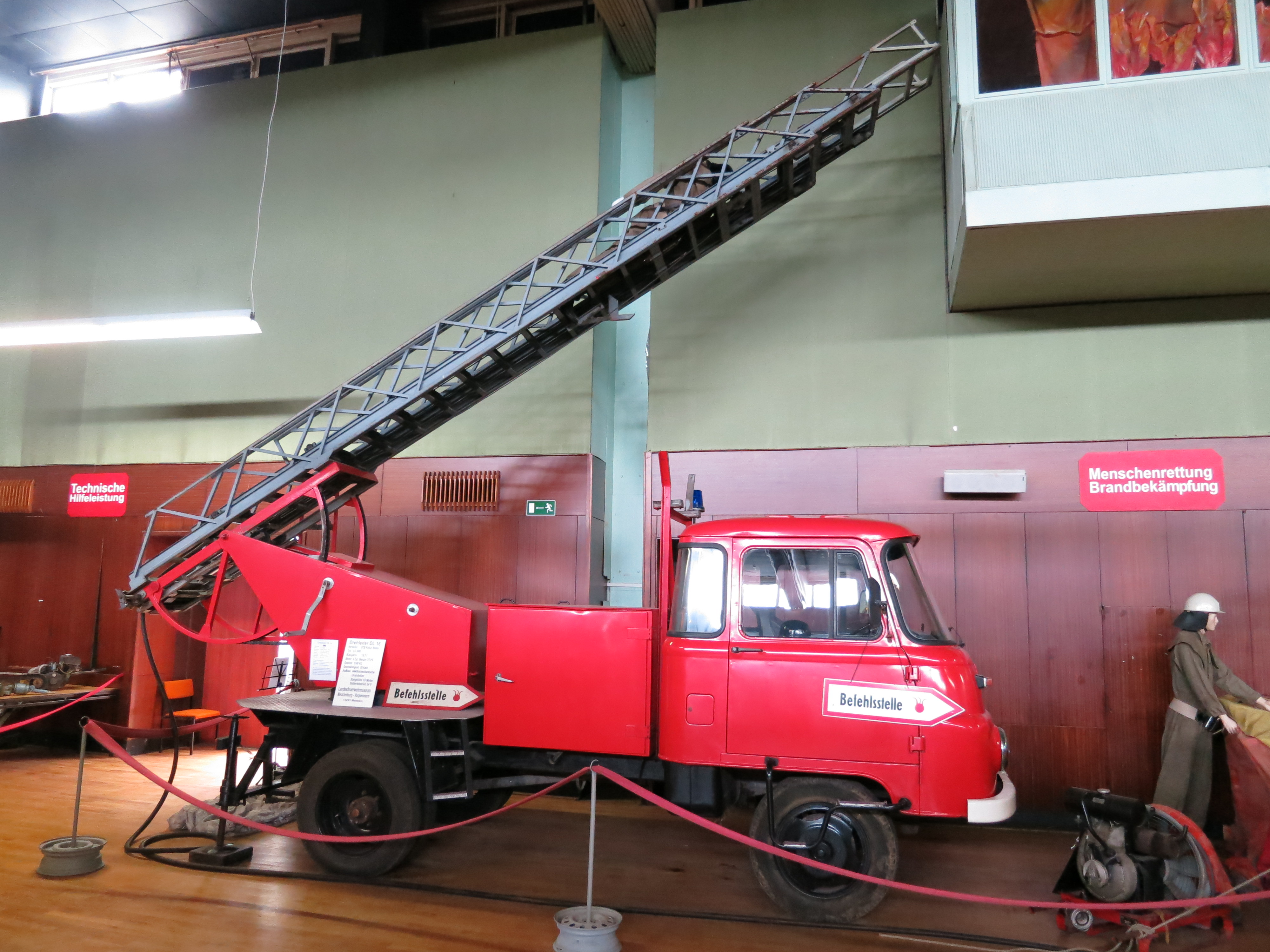
Robur LO 2500 Feuerwehr DL 16
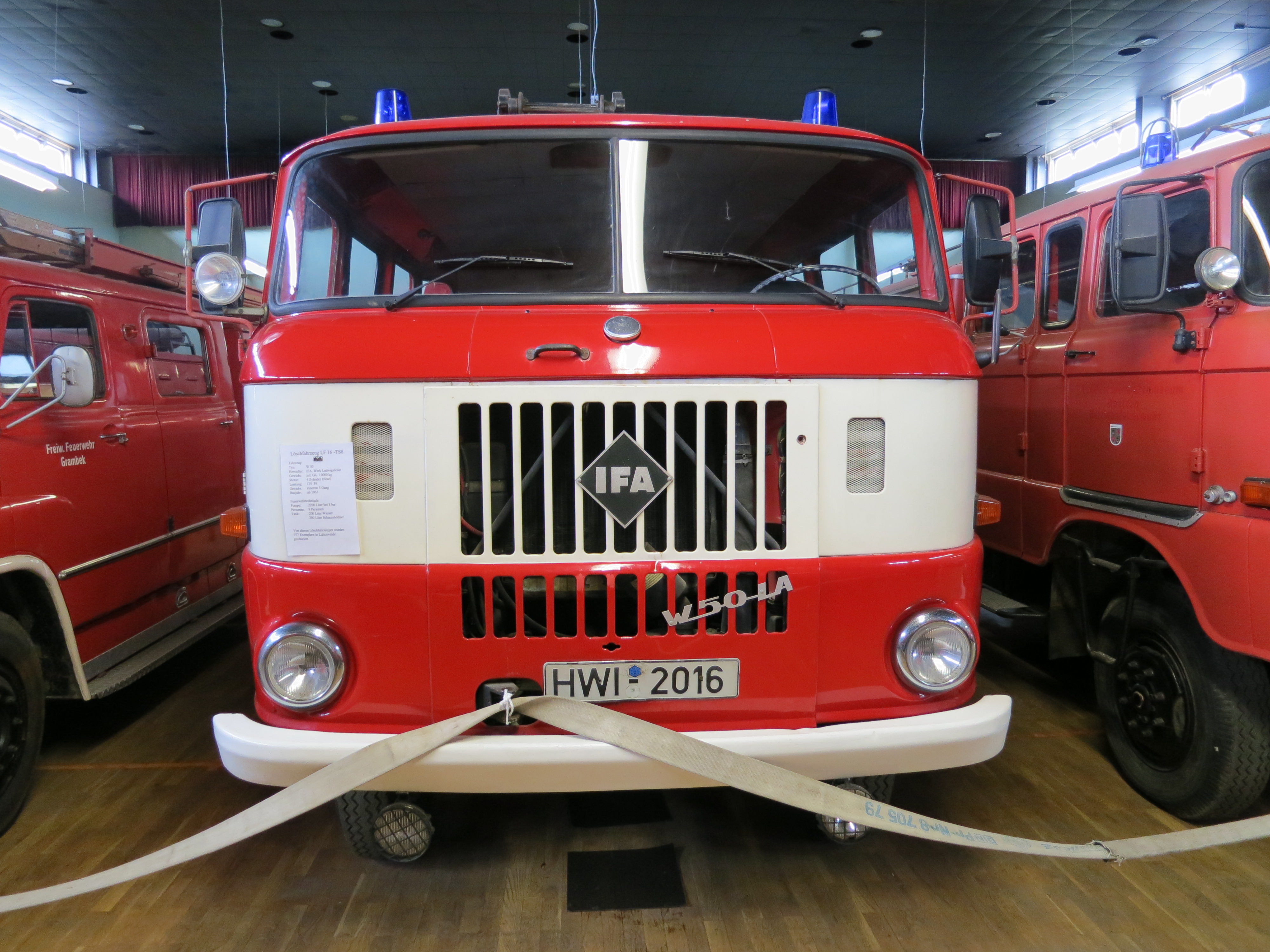
IFA W50
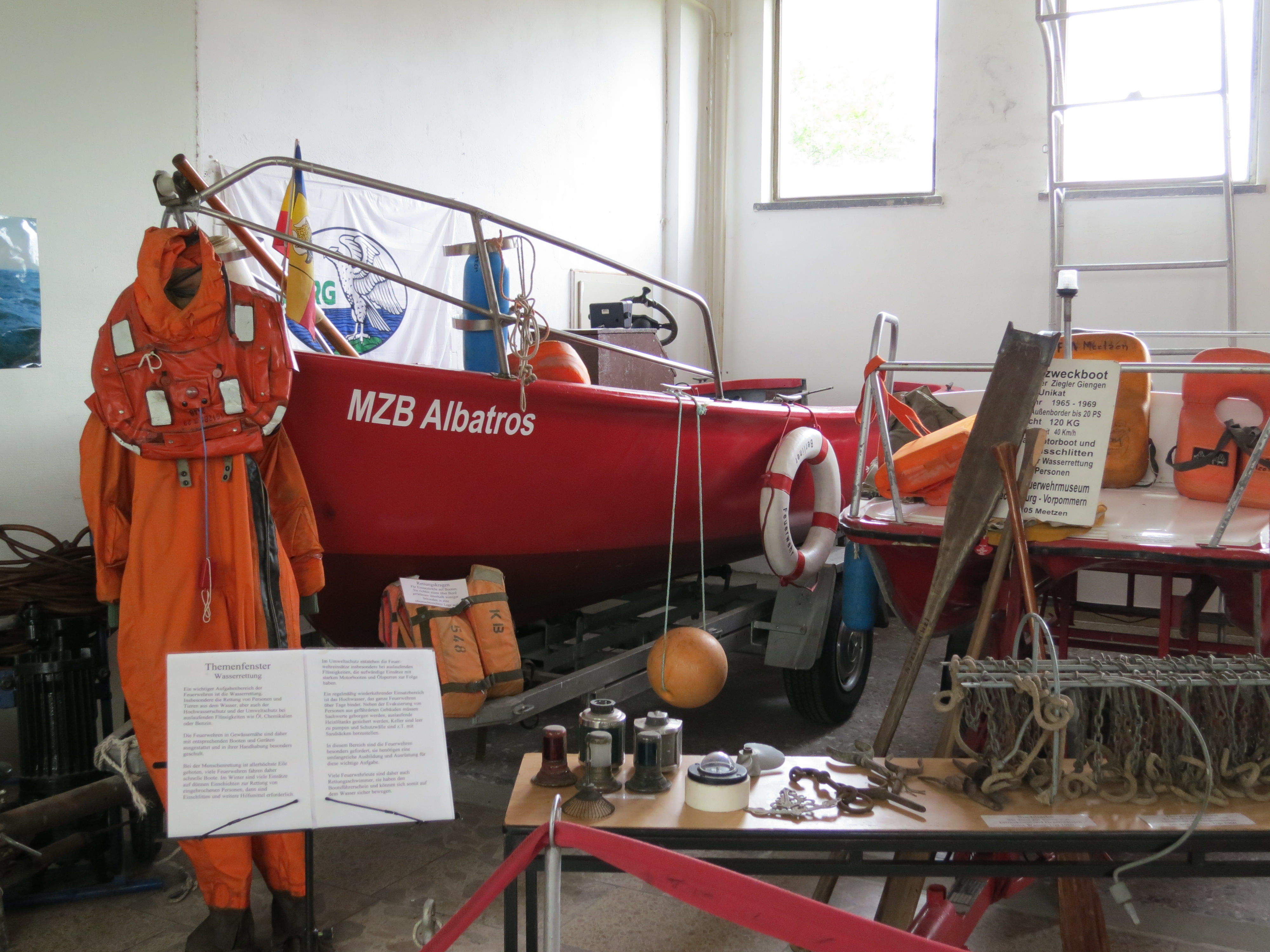
Feuerwehr-Mehrzweckboot

### Internationale Sammlung
Die Ausstellung ist international angelegt. Die Helm-, Uniformen-, Strahlrohr-, Abzeichen-, Philatelie-, Atemschutz- und Techniksammlung beinhaltet umfangreiche internationale Exponate.
Eigene Länderfenster mit Fahrzeugen und/oder Kleinexponaten zeigen die Feuerwehren der Länder England, Polen, Schweiz, Tschechien, Frankreich, Niederlande, Dänemark, UdSSR und Österreich.
Seit 2014 zeigt das Museum im Rahmen einer Dauerausstellung in 3 Räumen eine deutschlandweite Besonderheit: „Die Kulturgeschichte des Feuers am Beispiel der Bügelgeräte“. Hierzu wurden etwa 1000 internationale Exponate aus dem Bereich der Bügeleisen ausgestellt, die die Kulturgeschichte des Feuers für jeden Besucher verständlich aufzeigen.

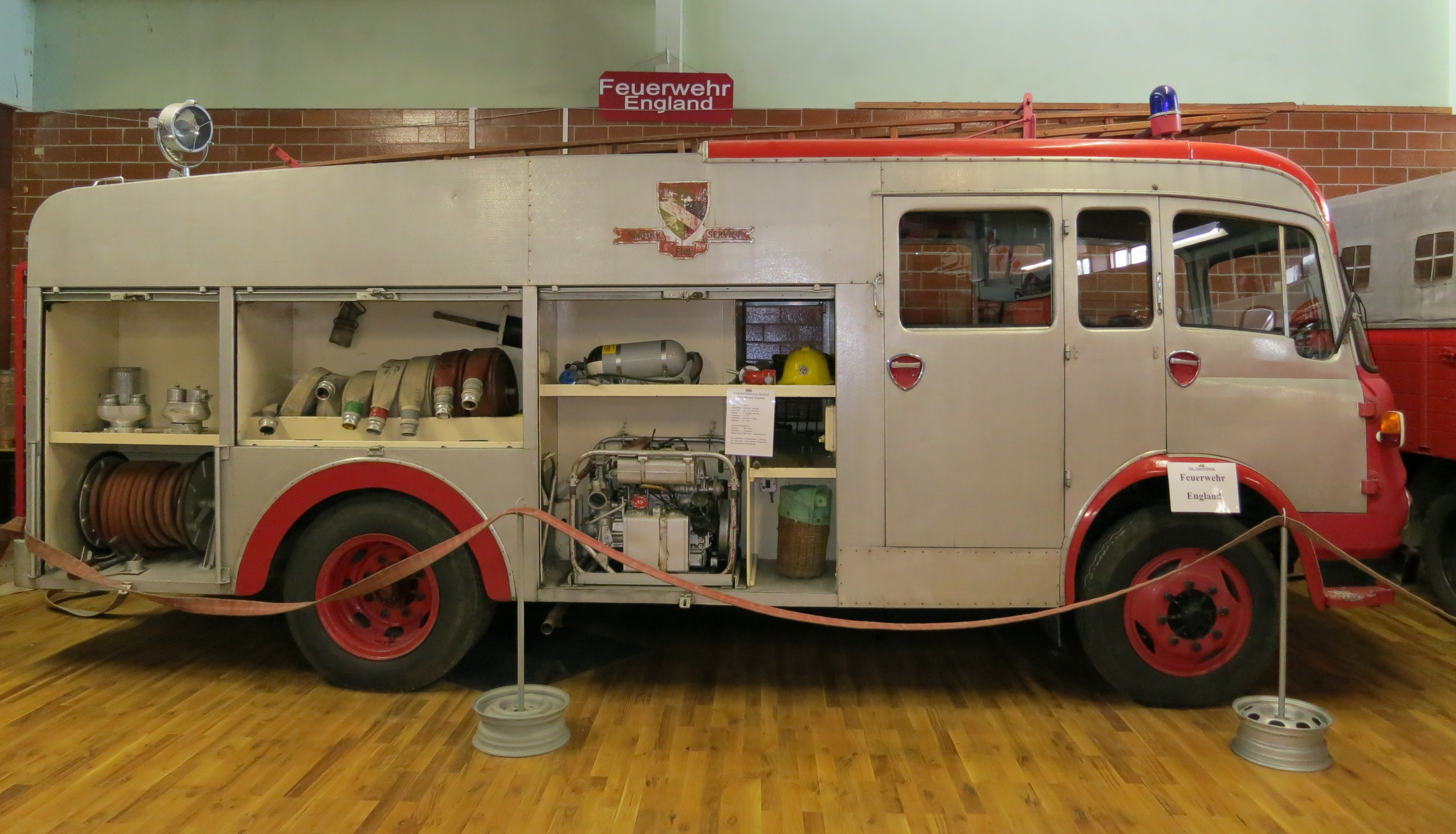
Bedford Tanklöschfahrzeug aus England
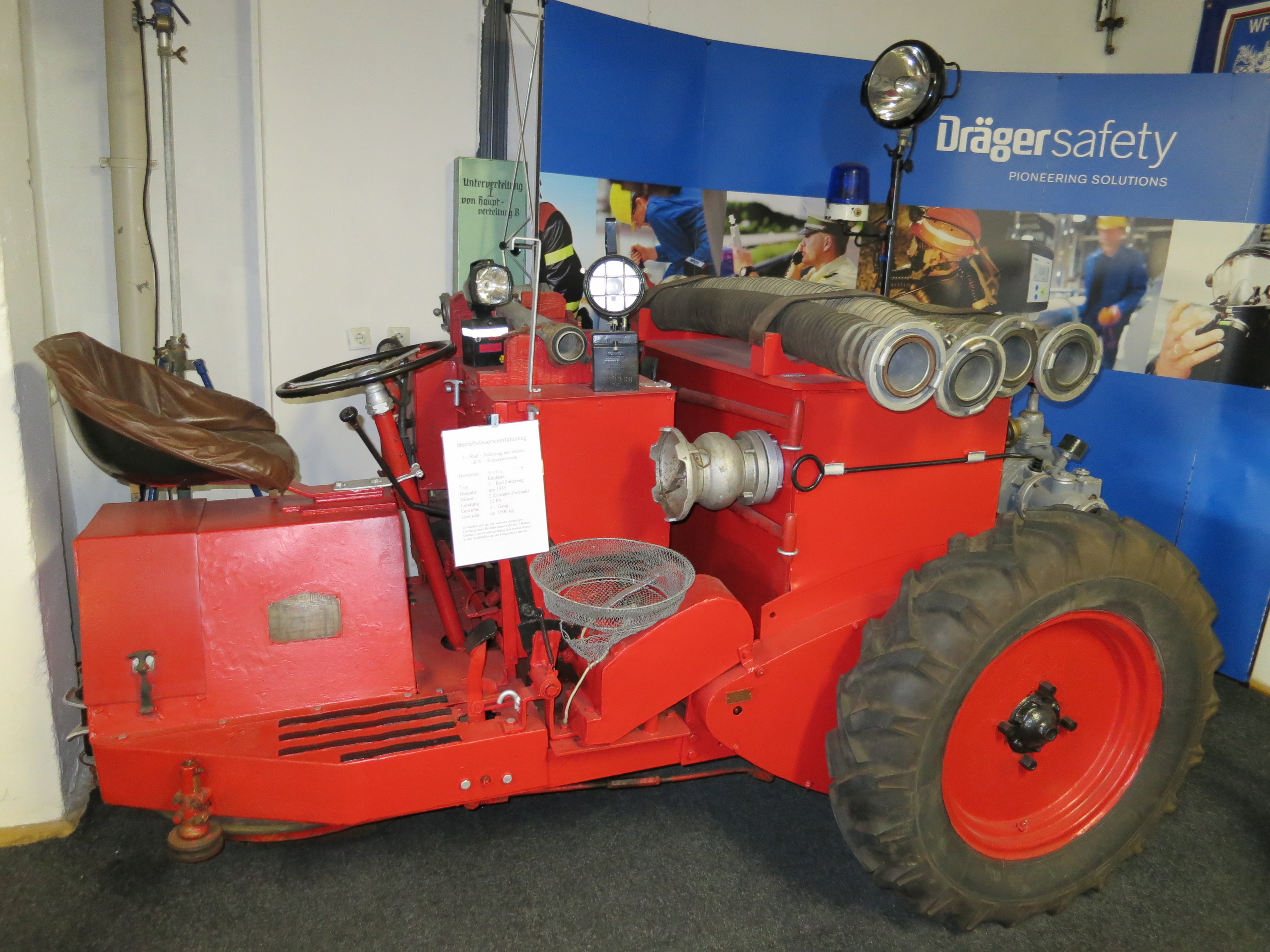
Aveling-Barford 3-Rad Betriebsfeuerwehr aus England

## Geschichte
Das Feuerwehrmuseum in Schwerin wurde im April 2009 eröffnet. Die Halle am Fernsehturm, die 1977 als Mehrzweckhalle errichtet wurde, war unter anderem Veranstaltungsort für Konzerte, kulturelle Veranstaltungen, Messen und Tagungen und fasste bis zu 2500 Personen. Ausgangspunkt des Internationalen Feuerwehrmuseums war das Landesfeuerwehrmuseum Mecklenburg-Vorpommern in Meetzen, einem Ortsteil von Holdorf in der Nähe von Schwerin. Der Umzug der Exponate erfolgte im Frühjahr 2009.